# Тысячедневная война
Тысячедневная война (исп. Guerra de los Mil Días) — гражданская война в Республике Колумбия (на тот момент включавшей и Панаму) в 1899—1902 годах между сторонниками Колумбийской консервативной партии и Колумбийской либеральной партии. Привела к провозглашению независимости Панамы.

## Предпосылки войны
На протяжении XIX века политическая обстановка в Колумбии была нестабильной. Итогом гражданской войны 1860—1862 гг. стало принятие новой конституции 1863 г., которая преобразовала страну в федерацию под названием Соединённые штаты Колумбии. Штатам была дана большая автономия.
В 1886 году эта конституция была заменена новой, более консервативной и централистской; штаты были преобразованы в департаменты, а страна получила название Республика Колумбия. Однако меры по централизации страны только ухудшили политическую ситуацию, и многие департаменты стали выражать недовольство центральным правительством. Кроме того, неудачная экономическая политика консерваторов, выпуск ими в большом количестве бумажных денег ухудшили экономическое положение и вызвали в стране высокую инфляцию. Президент Мануэль Антонио Санклементе был слишком стар и болен, чтобы удерживать власть. Поводом к войне стал конфликт между консерваторами и находившимися в оппозиции либералами, которые обвинили правящую партию в подтасовке результатов выборов.

## Ход войны
20 октября 1899 года либералы начали восстание, центром которого стал департамент Сантандер; повстанцы рассчитывали на прибытие подкреплений из Венесуэлы. Посланные на подавление восстания войска не прибыли к месту назначения, отказавшись получать жалование в «билетах», которые правительство использовало из-за тяжёлой экономической ситуации.
Повстанцы в Барранкилье сразу же попытались установить контроль над низовьем реки Магдалены — главной водной артерии страны. Пользуясь тем, что в этом районе было много сторонников либеральной партии, они захватили суда, чтобы воспрепятствовать движению вверх по реке. Но уже 24 октября правительственные военные суда в ожесточенном сражении потопили большую часть флотилии повстанцев. В первых же сражениях на суше либералы также потерпели поражение. В Кундинамарке они были разбиты при Нокаиме, но наиболее серьезное поражение они потерпели в Сантандере, где армия либералов под командованием Урибе Урибе потерпела неудачу в попытке овладеть городом Букараманга и была вынуждена отступить к Кукуте, вблизи венесуэльской границы. Несмотря на это 15 декабря 1899 года либералы под командованием Рафаэля Урибе Урибе все же одержали победу над консерваторами у Пералонсо, но из-за разногласий о дальнейших действиях промедлили с наступлением.
В сражении при Палонегро 11—26 мая 1900 года правительственные войска (15 000 человек под командованием Просперо Пинсона) нанесли тяжёлое поражение либералам (8000 человек под командованием Габриэля Варгаса Сантоса). После катастрофы при Палонегро либералы никогда уже больше не смогли восстановить свои силы. Хотя часть либералов под командованием Урибе Урибе после Палонегро добилась временных успехов на атлантическом побережье, к концу 1900 года и они были вынуждены покинуть страну в поисках поддержки за границей, в Венесуэле.

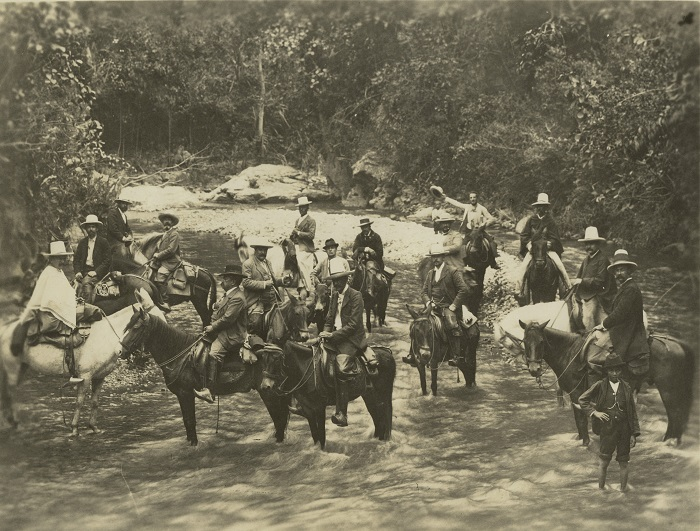
Конный отряд либералов.

Победа при Палонегро привела правительство к мысли, что мятежные либералы, истощенные в военном и политическом отношении, не будут медлить с капитуляцией. Правительственные войска почти везде: в Ла-Гуахире, Бояке, Толиме и Кундинамарке, — побеждали, и казалось, что правительство выиграло войну. 
Однако война продолжалась, так как восставшие перешли к партизанской тактике в сельских районах страны. Центром партизанской войны стали основные кофепроизводящие районы - Сантандер и Кундинамарка. Либералы, владельцы асьенд, формировали из своих пеонов партизанские отряды. Их тактика соответствовала классической партизанской войне: окруженные в горах правительственными войсками, превосходившими их по численности и огневой мощи, повстанцы предпринимали неожиданные атаки, используя прекрасное знание местности и поддержку местного населения. Это обеспечивало им сильные позиции в сельской местности, но они были не в состоянии брать города. Для получения необходимых ресурсов партизанские командиры стали прибегать к захвату собственности своих противников. В свою очередь, власти также налагали контрибуции на сторонников либералов. Командиры воинских частей в восставших провинциях получили право пополнять свои ресурсы за счет собственности противников и проводить массовые репрессии. 

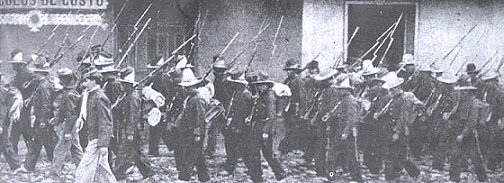
Отряд правительственных войск. 1900 г.

После Палонегро либералы разделились на фракции пацифистов и сторонников продолжения войны; первые были готовы прекратить восстание, но на почетных условиях. К прекращению войны стала склоняться и национальная фракция консерваторов, отстраненная от власти в результате государственного переворота 31 июля 1900 года, когда президентом страны вместо Мануэля Антонио Санклементе стал Хосе Мануэль Маррокин, принадлежавший к так называемой исторической фракции консервативной партии. В ответ на это либералы выдвинули в президенты Габриэля Варгаса Сантоса. Вопреки ожиданиям некоторых консерваторов, Маррокин отказался начать переговоры с повстанцами. Он приложил все свои усилия для преследования партизан, но предложил гарантии и безопасность революционерам, сложившим оружие. Генерал Виктор М. Салазар одержал решительные победы в кампаниях в Боливаре и Магдалене, которые вышли из войны. 18 января 1901 года пали либеральные позиции у Альтовьенто в Сантандере. Главным фронтом в 1901 году стала Толима, где по всему департаменту действовали неукротимые и неуловимые партизаны во главе с Рамоном Марином. Только к концу 1901 года кампания Фусагасуга положила конец войне в Кундинамарке.
В 1901 году либералы, возглавляемые генералом Бенхамином Эррерой, нанесли поражение консерваторам в трёх сражениях у Агуадульсе (Панама), однако изменить общий ход войны не смогли. Победа консерваторов над венесуэльским вторжением при Карасуа 13 сентября 1901 года помогла лишить либералов помощи венесуэльского президента Сиприано Кастро, который признавал Урибе Урибе президентом Колумбии, после чего стало ясно, что либералам не удастся победить в войне. 
Провал заговора Оспины отдал правительство в руки экстремистов во главе с новым военным министром А. Фернандесом. С начала 1902 г. и до конца войны власть в стране была в руках непримиримых националистов, которые выступали за продолжение и ужесточение военных действий. Для уничтожения партизан Фернандес проводил политику неограниченных репрессий. В соответствии с правительственным декретом руководители повстанцев, которые не сложили оружие, приравнивались к уголовным преступникам, провозглашались «бандой преступных злоумышленников». Разрешалось расстреливать всех либеральных лидеров, попавших в плен, после суда или вообще без суда, если того требуют обстоятельства, а также разграбление имущества, принадлежащего лицам, враждебным правительству. Тактика Фернандеса на уничтожение уменьшила активность партизан, но не смогла полностью умиротворить провинции, особенно Панаму, где продолжал успешно действовать либеральный генерал Бенхамин Эррера.
10 сентября 1902 года генерал Рамон Марин капитулировал в Толиме и распространил патриотический манифест, призывающий остановить братоубийственное кровопролитие и закрепить мир и единство среди колумбийцев. Урибе Урибе, после неудачи операции на карибском побережье, у Санта-Марты, в октябре согласился на перемирие, которое было заключено 24 октября 1902 года, так называемый Неерландский договор. Договор означал конец военных действий на колумбийской территории и всякую надежду на генерала Бенхамина Эрреру, который знал, что, когда прибудут консервативные подкрепления, он потерпит поражение в Панаме. Соглашение требовало, чтобы Урибе Урибе вмешался, чтобы положить конец войне в Панаме, поэтому он отправил письмо Эррере с просьбой заключить соглашение. В качестве вклада в облегчение переговоров 9 ноября командующий флотом США в Панаме Сайлас Кейси предложил линейный корабль «Висконсин», чтобы колумбийские комиссары могли провести мирные переговоры на нейтральной территории на его борту.

## Итог войны

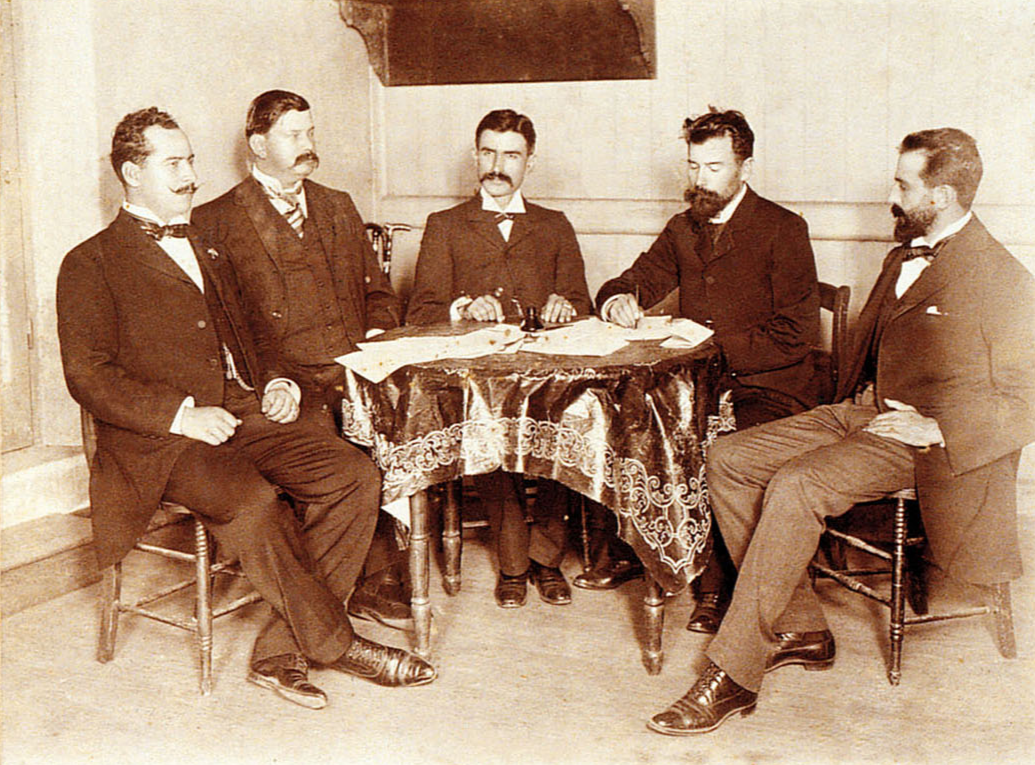
Подписание мирного договора на борту линкора «Висконсин»

21 ноября 1902 года на борту американского линейного корабля «Висконсин» был подписан окончательный мирный договор; либералов представляли генерал Лукас Кабальеро Баррера и полковник Эусебио Моралес (представитель Бенхамина Эрреры), а консерваторов — генерал Альфредо Васкес Кобо и генерал Виктор Салазар, губернатор департамента Панама. Бенхамин Эррера телеграммой сообщил в Боготу: «Подписан национальный мир. Почетный республиканский договор». По условиям договора правительство обещало освободить всех политических заключенных, объявить полную амнистию и провести свободные выборы в конгресс. Со своей стороны повстанцы согласились отдать все вооружение, кроме личного оружия (сабли и револьверы).
Тысячедневная война стала одной из самых жестоких и кровопролитных в истории Южной Америки, общее число погибших в ней оценивается в 100—130 тысяч человек. Экономике Колумбии был нанесён огромный ущерб.

## В литературе
Тысячедневная война описана в творчестве Габриэля Гарсиа Маркеса, который однажды признался: «Для меня война в Колумбии не закончена». В войне на стороне либералов принимал участие полковник Аурелиано Буэндия, один из главных героев романа Маркеса «Сто лет одиночества», а также главный герой его же повести «Полковнику никто не пишет».